# Lasioglossum balboae
Lasioglossum balboae är en biart som först beskrevs av Cockerell 1928.  Lasioglossum balboae ingår i släktet smalbin, och familjen vägbin. Inga underarter finns listade i Catalogue of Life.